# Феодосій (Сергіїв)
Феодосій (Теодосій; в миру Микола Васильович Сергєєв або Сергіїв (1 (13) квітня 1880, село Мєлове, Старооскольський повіт, Курська губернія — 23 листопада 1937, Полтава) — український релігіний діяч, єпископ УАПЦ з титулами Кам'янець-Подільський, Переяславський, Бердичівський та Волинський. Убитий органами НКВД СССР.

## Біографія
Народився 13 квітня 1880 в селі Мєлове, Скороднянської волості Старооскольського повіту Курської губернії (нині Губкінський район Бєлгородської області) у сім'ї священика. Закінчив Старооскольське духовне училище. У 1902 закінчив Курську духовну семінарію.
По закінченні семінарії з 10 жовтня 1902 по 15 грудня 1903 працював учителем школи грамоти у селі Липовчик Щигрівського повіту Курської губернії.
21 лютого 1904 висвячений єпископом Лаврентієм у сан диякона до Покровської церкви села Покровське Щигрівського повіту, а 5 вересня 1904 єпископом Пітиримом висвячений у сан священика до Охтирської церкви села Охтирське Щигрівського повіту. З 6 жовтня 1904 по 15 вересня 1906 працював законовчителем народних шкіл: Сергіївської, Пожидаєвської та Струковської.
15 вересня 1906 звільнений за штат, у зв'язку з вступом до Київської духовної академії, яку закінчив у 1910 зі ступенем кандидата богослов'я.
3 вересня 1910 допущений до викладання Закону Божого в Курській 2-й жіночій гімназії, а 30 листопада 1910 піклувальником Харківського навчального округу затверджений на посаді законовчителя 2-ї Курської жіночої гімназії [2]. 14 лютого 1911 року нагороджений набедренником.
З 31 жовтня 1911 — священик Кирило-Мефодіївської церкви Курського духовного училища. Із 20 жовтня 1912 — законовчитель 1-го Курського справжнього училища. 3 квітня 1913 нагороджений оксамитовою фіолетовою скуфією.
З 26 квітня 1914 — настоятель Богородицької церкви при Курському Кутузовському реальному училищі, законовчитель і класний наставник.
З 29 вересня 1914 — настоятель Троїцького собору міста Щигри Курської єпархії зі зведенням у сан протоієрея. 23 листопада 1914 — законовчитель Щигрівского реального училища. 2 квітня 1915 нагороджений камилавкою. Овдовів.
У грудні 1921 року перейшов до Київської єпархії. 1922 в Києво-Печерській лаврі прийняв чернецтво. Зведений у сан архімандрита.
Висвячений Московською патріархією 1923 на єпископа Прилуцького. Проте вже у жовтні того ж року перейшов до Української Синодальної Церкви, ставши її єпископом у Полтаві.
7 жовтня 1923 стає членом Всеукраїнського Синоду Української Синодальної Церкви. Наприкінці 1923 призначений тимчасово керуючим Полтавською єпархією УСЦ зі зведенням у сан архієпископа. Кафедра розташовувалась у Полтавському Хрестовоздвиженському чоловічому монастирі.
Наприкінці 1924 приєднався до УАПЦ. У зв'язку з поганим знанням української мови протягом місяця проходив стажування в Миколаївській церкві Харкова під керівництвом єпископа Олександра Ярещенка. З 1925 — єпископ Кам'янець-Подільський УАПЦ. З кінця 1925 — єпископ Переяславський УАПЦ. З 1926 — єпископ Бердичевський УАПЦ.
В 1927 одночасно обраний архієпископом Волинським УАПЦ. Був делегатом «II Всеукраїнського Православного Церковного Собору» УАПЦ, що відбувся з 17 по 30 жовтня 1927.
Після церковного Собору (9—12 грудня 1930), який об'єднав частину парафій «самоліквідованої» УАПЦ, приєднався до Української православної церкви, яку очолював митрополит Іван Павловський.
3 жовтня 1926 року стає членом президії Всеукраїнської православної церковної ради та завідувач відділу богослужіння. Член редколегії журналу «Церква життя».
З 1931 по 1934 — архієпископ Лубенський УПЦ. Після цього відійшов від церковної діяльності та влаштувався на цивільну роботу.
Заарештований окупаційною московською владою 1936, утримувався у Полтавській в'язниці НКВД СССР. Там само і вбитий 23 листопада 1937.

### Родина
Був одружений другим шлюбом із Аполінарією Сергіївою, у них народився син Микола (1926).

## Публікації
- Російські церковні собори від початку християнства на Русі до XVI ст. // Православний співрозмовник. - 1907. - С. 19.
- Феоктист Мочульський, архієпископ Курський та Білгородський // Вчено-богословські та церковно-проповідницькі досліди студентів КДА LXIII курсу. К., 1910. - С. 15-128.